# Periplaneta benzoni
Periplaneta benzoni är en kackerlacksart som beskrevs av Karlis Princis 1951. Periplaneta benzoni ingår i släktet Periplaneta och familjen storkackerlackor. Inga underarter finns listade i Catalogue of Life.